# 宮城県白石高等学校
宮城県白石高等学校（みやぎけんしろいしこうとうがっこう）は、宮城県白石市にある県立高等学校。略称は「白高」（はっこう、はくこう）。しばしば同市にある宮城県白石工業高等学校（白工）と混同される。

## 概要
1899年に刈田中学講習会として創立した旧・宮城県白石高等学校（男子校）と1911年に白石町立白石実科高等女学校として創立した宮城県白石女子高等学校を2010年度に統合し共学化した。旧・白石高校第2グランドに新校舎を建設し、旧・白石高校（白石市益岡町）と旧・白石女子高校（白石市沢端町）の跡地と施設は、主に部活動で使用している。

## 設置学科
- 全日制課程（本校）
  - 普通科
  - 看護科
- 全日制課程（蔵王キャンパス）
  - 普通科
- 定時制課程（七ヶ宿校）
  - 普通科

## 沿革

### 年表
（旧）宮城県白石高等学校
- 1899年
  - 4月 - 刈田中学講習会として創立。
  - 11月 - 私立刈田造士館と改称。
- 1901年1月 - 私立刈田中学校と改称。
- 1903年6月 - 刈田郡立刈田中学校となる。
- 1910年4月 - 宮城県立白石中学校となる。
- 1919年11月 - 宮城県白石中学校と改称。
- 1948年
  - 4月 - 新学制に伴い、宮城県白石高等学校と改称。
  - 7月 - 定時制課程（中心校、関分校、湯原分校）が併設。
- 1949年4月 - 定時制課程小原分校が開校。
- 1950年3月 - 定時制課程湯原分校が閉校。
- 1955年12月 - 宮城県仙台第一高等学校通信教育部の協力校に指定。
- 1957年4月 - 定時制課程関分校を七ヶ宿分校と改称。
- 1963年5月 - 宮城県角田高等学校との定期戦が始まる。
- 1964年3月 - 定時制課程小原分校が閉校。
- 1973年5月 - 制服が自由化。
- 1977年3月 - 宮城県仙台第一高等学校通信教育部（＝通信制）の協力校を解かれる。
- 1980年 - 宮城県白石女子高等学校定時制課程の閉校に伴い、定時制課程が共学化。
- 1995年4月 - 全日制課程の推薦入学を導入。七ヶ宿分校を七ヶ宿校と改称。
- 2007年 - 定時制課程が閉校となり、宮城県大河原商業高等学校定時制課程と合併。
- 2010年 - 宮城県白石女子高等学校と統合共学化。それに伴い、同校に併設していた看護科が設置。

（新）宮城県白石高等学校
- 2008年10月 - 校舎建設着工。
- 2010年
  - 3月 - 校舎建設竣工。
  - 4月8日 - 開校式、入校式、入学式を挙行。
  - 10月29日 - 開校・校舎落成記念式典を挙行。同日が開校記念日となる。
- 2025年4月 - 蔵王高校を白石高校の分校化で蔵王キャンパスに改称

### 刈田中学講習会の創設
創設以前、宮城県の中学校ば明治25年に開校した宮城県尋常中学校の1校のみだった。そんな中各地で中学志願者が増加傾向にあり、各郡に分校設置を求める動きがあった。刈田郡も分校設置を願い出たが認可が降りず、公立中学の誘致をすることができなかった。しかし刈田郡では中学志願者の増大と通学の困難さが深刻化していた。そこで亘理晋、疋田運猷を中心として中学設置運動が展開された。それにより1899年（明治32年）3月に創設されたのが刈田中学講習会である。これを祖としているが、当初民家を教場として利用しているに過ぎなかった。
亘理晋は東京大学医学部を卒業後白石亘理町に松窓療院を開いた開業医であった。それ故に中等教育をはじめ基礎教育が地域の発展につながることを肌で感じていた。疋田運猷は白石延命寺の住職であり、東京の真言宗大学と早稲田東京専門学校を卒業し延命寺の住職となった亘理とは旧知の仲であり中学設置不認可について残念話や後悔談を繰り返し聞いていた。これが運動の契機になったと言われている。
刈田中学講習会は白石大火に見舞われ休講中であった明治11年に私立学校令施行規則の制定があり、その際に私立刈田造士館と改称した。

### 応援団の設置と応援練習
白石高校野球部が1953年（昭和28年）、甲子園に出場するという快挙を成し遂げたがその際現地に応援へ行くことができた生徒は2人のみだった。当時の経済状況と鑑みても当然のことであり、一般生徒の間では運動部への組織的な応援活動が必要であるという声が高まった。生徒会はこの意見に応じる形で応援団の組織化が図ることになった。そして1956年（昭和31年）に白石高校応援団が発足した。翌年1957年（昭和32年）より新入生に対する応援練習が開始した。旧制中学時代にも昭和6年に応援団が結成されていた。応援歌の制定はこの時である。

### 制服自由化運動
制服の義務は1974年度（昭和49年度）入学生から廃止された。これには1972年度（昭和47年）から1973年度（昭和48年）に及ぶ生徒会執行部や意識的な生徒たちによる1年間に及ぶ自由化運動の末、制服が自由化されたという背景がある。ビラ配りや横割りHRなどが行われ在校生に広がっていった。この制服自由化を通じて教員に対する不信感や、必要以上の対立が生まれたことにより実力行使や、ボイコットといった状況になり、新聞に取り上げられたこともあった。

## 部活動
- 運動部 - バレーボール、山岳、卓球、水泳、硬式野球、ソフトボール、ソフトテニス、新体操、陸上、バスケットボール、柔道、剣道、バドミントン、サッカー、弓道
- 文化部 - 社会研究、科学研究、看護研究、英語研究、文芸、書道、美術、吹奏楽、合唱、マンドリン部箏曲、軽音楽、茶道、手芸、演劇、写真、囲碁将棋
- 同好会 - イラスト、ダンス

## 定期戦を含めた角田高校との関係
- 宮城県角田高等学校とは共に仙南の伝統校ということもあり、交流の歴史は長い。年間の最大イベントとして毎年5月、両校による「定期戦」（白角定期戦）を1963年より行なっており会場は奇数回が白石高校、偶数回が角田高校で行われるが、例外として第35回、第55回は角田高校、第36回は白石高校で開催されている。競技種目は以下の8競技12種目で行われ、勝ち越した方が総合優勝となる。
- 野球（男子・第1回 - ） ※第50回は白石高校から女子選手が出場
- バスケットボール（男子・第1回 - ）
- バスケットボール（女子・第49回 - ）
- バレーボール（男子・第1回 - ）
- バレーボール（女子・第49回 - ）
- ソフトテニス（男子・第1回 - ） ※第49回は男女混合種目
- ソフトテニス（女子・第49回 - ） ※第49回は男女混合種目、第50回より単独種目
- 卓球（男子・第1回 - ）
- 卓球（女子・第55回 - ）
- 剣道（男女混合・第1回 - ） ※第48回まで男子のみ、第55回は未開催
- サッカー（男子・第41回 - ）
- 弓道（男女混合・第49回 - ）

2019年度で56回を数え、対戦成績は白石高校の39勝14敗3分。以前は水泳（第1回 - 第40回）・陸上競技（第1回 - 第44回）・柔道（第1回 - 第45回）・ソフトボール（女子・第49回 - 第53回 ※第50回*は未開催）も行われていた。2011年度は東日本大震災、2020年、2021年度は新型コロナウィルスの影響により中止。2022年度より競技種目を縮小しての開催となっている。
また宮城県白石女子高等学校と宮城県角田女子高等学校も1962年から1972年まで定期戦を行なっていた。種目は陸上競技・バドミントン・バスケットボール・バレーボール・ソフトテニス・卓球・ソフトボールの7競技で勝ち越した方が総合優勝。通算成績は白石女子高校の6勝5敗だった。

## 応援歌
白石高校の応援歌は旧制第二中学校の歌や軍歌を取り入れており、主に対角田高校定期戦に歌われる。

### 第一応援歌
作詞：遠藤恒彦 作曲：鶴見憲三
原曲は旧制第二中学校寄宿舎である明善寮の応援歌「明善寮応援歌」であり、メロディを借用し新たに遠藤恒彦氏が作詞し直したものである。1931年（昭和6年）の旧制中学の応援団が設置された頃から歌われる。作曲は旧制第二中学の学生である鶴見憲三氏である。

### 第三応援歌
作詞作曲：不詳
旧制中学時代に歌われていたと言われ、いつのまにか忘れ去られていた楽曲であった。作詞者、作曲者、由緒、歌う場面いずれもわからなくなり、曲の存在さえ忘れ去られていた。しかし戦後になって第20代校長が発見し当時歌っていた先輩にあたり歌詞の復元と採譜し、1955年（昭和30年）頃から再び歌われるようになった。

### 歓喜の歌
作曲：永井建子
応援団が味方を激励し敵の戦意を消沈させようとする際に歌われる。「愉快」や「哀れ」と言った言葉を繰り返し、スキップのリズムで歌われる軽快な歌である。軍歌の流れを汲んでおり原曲は日露戦争が起こった1904年（明治37年）に向けて作られた「征露の歌」であり第二次世界大戦時は「歩兵の本領」という題名で作詞し直され歌われた。対角田高校定期戦が行われた1963年（昭和38年）から歌われている。当校のみならず県下の多くの学校で歌われ続けている。

### 勝利の歌
作詞：湊勇雄 作曲：閑歳俊雄
応援団が対抗試合の勝利者を祝福し、円を描いて走りながら歌われる歌である。元々は旧制第二中学校の「対高工野球戦凱歌」として歌われた歌である。歌詞、旋律ともにほぼそのまま歌われるが、白石高校で歌われる場合は歌詞の五城楼が益岡城に替えられる。対角田高校定期戦が行われた1963年（昭和38年）から歌われている。当校のみならず県下の多くの学校で歌われ続けている。

### 凱歌
作詞：遠藤恒彦 作曲：森島一郎
白石高校が勝利した際に歌われる歌である。1931年（昭和6年）に制定された。原曲は旧制第二中学校の第三部応援歌「流れし一年」であるが、白石高校凱歌とは拍子が異なる。原曲は3拍子で作られているが、振る旗に合わせて、語尾を伸ばして歌われるため4拍子と3拍子が入り混じる変拍子になっている。

## 現在歌われていない歌

### 第二応援歌
作詞：遠藤恒彦 作曲：佐々木久松
原曲は大正2年に歌われた旧制第二中学校の「第一部凱歌」であり遠藤恒彦が再度詞を載せ、白石高校第二応援歌として制定された。歌詞は白石の風光明媚な景色の中運動に取り組む運動部を激励するようなものとなっている。1931年（昭和6年）の旧制中学の応援団が設置された頃から歌われた。

### 杜の都遠征歌
作曲：青山一雄
宮城県高等学校総合体育大会へ出場する選手への壮行式で歌われた歌である。1952年（昭和27年）頃から歌われ始めた。原曲は旧制第二中学校の「京都遠征野球部応援歌」であり、白石高校に相応しい歌詞として書き直したのがこの歌である。

## アクセス
- JR東北本線白石駅 徒歩約15分
- 東北新幹線白石蔵王駅 徒歩約30分

## 周辺
- 益岡公園（白石城等）
- 国道4号（白石バイパス）

## 著名な卒業生
- 教育・研究
  - 青木雅明 - 東北大学名誉教授、元日本管理会計学会副会長
  - 我妻建治 - 成城学園第9代学園長、成城大学第13代学長
  - 片倉信光 - 片倉氏第15代当主・男爵
  - 加藤新平 - 京都大学名誉教授
  - 渡辺良夫 - 明治大学教授
  - 塩谷信男 - 医師、心霊研究者

- 政治・経済・司法
  - 高橋進太郎 - 元参議院議員、元宮城県知事
  - 川井貞一 - 前白石市長・元全国市長会副会長
  - 八島俊章 - 元・東北電力代表取締役社長、会長
  - 幕田圭一 - 東北電力代表取締役社長、会長
  - 遠藤誠 - 弁護士

- スポーツ・芸術・芸能
  - 小室達 - 彫刻家
  - 阿子島たけし - 音楽評論家
  - 宍戸錠 - 俳優。幼少の頃、東京の自宅が空襲で全焼したため、白石市に疎開する。
  - 郷鍈治 - 俳優。宍戸錠の実弟。
  - 三浦弥平 - 陸上選手・アントワープオリンピック（第7回）、パリオリンピック（第8回）マラソン日本代表
  - 佐藤孝夫 - 元プロ野球選手・コーチ・スカウト、解説者
  - 大沼清 - 元プロ野球選手
  - 斎藤良雄 - 元プロ野球選手
  - 渡辺憲吉 - 俳優
  - 咲人 - ミュージシャン、ナイトメア
  - 早坂伸 - 映画カメラマン
  - 大門与作 - お笑いタレント
  - さくま - YouTuber